# Parodia oxycostata
Parodia oxycostata ist eine Pflanzenart aus der Gattung Parodia in der Familie der Kakteengewächse (Cactaceae). Das Artepitheton oxycostata leitet sich vom griechischen Wort oxys für ‚scharf‘ sowie dem lateinischen Wort costatus für ‚gerippt‘ ab und verweist auf die scharf gerippte Pflanzen.

## Beschreibung
Parodia oxycostata wächst einzeln und bildet nur selten kleine Gruppen. Die graugrünen abgeflacht kugelförmigen bis kugelförmigen Triebe erreichen Wuchshöhen von bis zu 9 Zentimeter und Durchmesser von 9 bis 12 Zentimeter. Die sechs bis zwölf scharfkantigen Rippen besitzen kinnartige Vorsprünge. Die kreisrunden anfangs weißen Areolen werden später grau und sind schließlich kahl. Die abgeflachten und verdrehten Dornen sind rötlich braun bis leuchtend gelb und werden mit zunehmendem Alter heller. Der einzelne, meist abwärts gerichtete Mitteldorn weist eine Länge von bis zu 2 Zentimeter auf. Die meist zwei Randdornen sind 1,6 bis 2,5 Zentimeter lang. Einer von ihnen ist abwärts gerichtet. Gelegentlich sind bis zu acht zusätzlich Dornen von bis zu 6 Millimeter Länge vorhanden.
Die glockenförmigen, gelegentlich sogar urnenförmigen, Blüten erreichen Längen von 4 bis 5 Zentimeter und Durchmesser von 4,5 bis 7 Zentimeter. Ihr Perikarpell und die Blütenröhre sind mit Schuppen, weißer Wolle und rötlich braunen Borsten besetzt. Die Narben sind rot. Die mit gelblich grauer Wolle und rötlich braunen Borsten besetzen Früchte sind 2,5 bis 2,7 Zentimeter lang und enthalten helmförmige, glänzend schwarze Samen.

## Verbreitung, Systematik und Gefährdung
Parodia oxycostata ist im brasilianischen Bundesstaat Rio Grande do Sul verbreitet.
Die Erstbeschreibung als Notocactus oxycostatus durch Albert Frederik Hendrik Buining und Arnold J. Brederoo wurde 1973 veröffentlicht. Andreas Hofacker stellte die Art 1998 in die Gattung Parodia. Ein weiteres nomenklatorisches Synonym ist Peronocactus oxycostatus (Buining & Brederoo) Doweld (1999, unkorrekter Name ICBN-Artikel 11.4).
Die Unterart Parodia oxycostata subsp. gracilis (F.Ritter) Hofacker wird nicht mehr anerkannt.
In der Roten Liste gefährdeter Arten der IUCN wird die Art als „Vulnerable (VU)“, d. h. als gefährdet geführt.